# Проба Лукаса
Про́ба Лу́каса — якісна реакція для визначення положення гідроксильної групи у спиртах. Метод названий за ім'ям американського хіміка Говарда Лукаса (1885—1963).

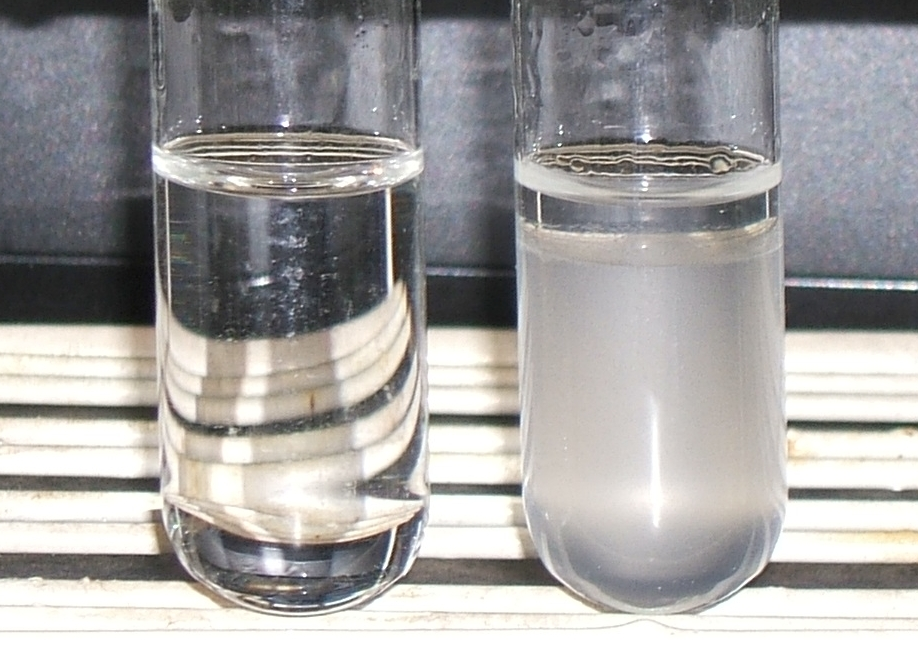
Порівняння ефекту реакції:
ліворуч — етанол, первинний спирт
праворуч — трет-бутанол, третинний спирт

Спосіб визначення полягає у проведенні взаємодії досліджуваного спирту із реактивом Лукаса — сумішшю концентрованої хлоридної кислоти і безводного хлориду цинку. Третинні спирти реагують одразу, про що свідчить помутніння розчину й виділення тепла, вторинні — протягом п'яти хвилин, а первинні не взаємодіють взагалі або лише за нагрівання:
Помутніння з'являється внаслідок утворення важкої оліїстої галогенпохідної, що нерозчинна у кислоті. Перебіг реакції відбувається за механізмом нуклеофільного заміщення SN1.
Така відмінність у перебігу взаємодій ґрунтується на різній здатності спиртів до утворення карбокатіонів. Так, третинні утворюють їх легко, вторинні — повільніше, а первинні не утворюють взагалі. Винятками є ненасичені аліловий та бензиловий первинні спирти, які здатні утворювати стійкі карбокатіони і, відповідно, дають за цим методом позитивну реакцію.